# Walt Disney Comics Digest
Walt Disney Comics Digest était l'une des trois bandes dessinées de Petit format (digest) publiées par Gold Key Comics au début des années 1970. Les deux autres étaient Mystery Comics Digest et Golden Comics Digest. C'était la première publication Disney régulière de petit format publiée aux États-Unis et elle a connu un grand succès, offrant un regain des ventes de bandes dessinées malgré la baisse du secteur.
Walt Disney Comics Digest a été publié en 57 numéros de 1968 à 1976. Le contenu comprenait à la fois de nouvelles histoires et des réimpressions, principalement des diverses propriétés Disney sous licence publiées par Gold Key. Le contenu se concentré sur les personnages animés de Disney ( l'univers de Mickey Mouse, l'univers de Donald Duck, les Castors Juniors, l'Oncle Picsou, Géo Trouvetou, Tic et Tac, Scamp, Peter Pan, ...), mais également des adaptations des films et émissions de télévision de Disney, tels que 20 000 lieues sous les mers, Zorro, True-Life Adventures, L'Été magique (1963), Kidnapped, et plus encore.
Le nouveau matériel a été principalement dessiné par Paul Murry, Tony Strobl, Pete Alvarado et Al Hubbard, et comprenait des personnages de Song of the South, Bambi, Dumbo, Little Hiawatha et The Jungle Book.
Un nouveau personnage, le cow-boy héros Buck Duck, apparaît dans le numéro 7 (de janvier 1969), dans l'histoire de Murry When You Show Your Gums. . . Souriez !. Buck, « le dernier des gentils », vivait dans la ville de Bootsville, dans le vieil ouest, avec son fidèle cheval Spot. Buck avait une personnalité laconique qui parlait peu, et quand il parlait, il utilisait des phrases laconiques de mots monosyllabiques. Le shérif était un oiseau lâche nommé Chicken Duck, et l'intérêt amoureux était représenté par Calamity Duck, qui possédait un saloon à salsepareille. Buck a fait cinq apparitions dans Walt Disney Comics Digest ; la dernière histoire, Showdown in Dishwater Gully, a été publiée dans le numéro 42 (août 1973). Buck est également apparu dans une histoire de Donald Duck en 1970 et une histoire de Chip 'n' Dale en 1977. 
Walt Disney Comics Digest a également présenté six histoires avec le personnage rarement vu Glory-Bee, introduit dans la bande dessinée Mickey Mouse Glory-Bee est apparu pour la première fois dans Digest dans The Goofy Trap (numéro 33, février 1972) ; sa dernière apparition dans la bande dessinée était dans Hero for a Day (numéro 53, juin 1975). 
Outre les histoires, il y avait diverses activités, y compris des pages de puzzle et la section actualités hollywoodiennes de Minnie Mouse, ainsi que des réimpressions des bandes dessinées de Disney Merry Menagerie et True Life Adventures.
Initialement, le magazine comptait 196 pages, mais a progressivement diminué jusqu'à ce que les derniers numéros aient 132 pages. À la différence des bandes dessinées standard, le petit format était relié au carré avec une reliure collée. Dans de nombreux cas, les histoires ont été reformatées pour s'adapter au format de résumé.